# 小行星1280
小行星1280（1280 Baillauda）是一颗围绕太阳公转的小行星。1933年8月18日，歐仁·約瑟夫·德爾波特在于克勒发现了此天体。
該小行星以法國天文學家儒勒·巴約命名。
这颗小行星的绝对星等为99.56738564052814等。